# Montagnac (Hérault)
Montagnac (Montanhac in occitano) è un comune francese di 3 636 abitanti situato nel dipartimento dell'Hérault nella regione dell'Occitania.

## Società

### Evoluzione demografica
Abitanti censiti